# Enrique O. de la Madrid
Enrique Octavio De la Madrid Brizuela (1862-1947) fue el 31° Gobernador de Colima y de María Antonia Francisca Brizuela Montes, por lo que fue bisnieto de Anastacio Brizuela. Nació en Colima, en 1862 siendo hijo del lic. Miguel de la Madrid Guerrero y abuelo del expresidente Miguel de la Madrid Hurtado. Abogado, ocupó el cargo de oficial mayor de Gobierno en 1887 y de titular del juzgado de Distrito hasta 1896. Fue elegido diputado a las legislaturas federales XIII y XIV. Gobernador electo para los cuatrienios 1903-1907 y 1907-1911. Derogó el decreto de 5 de enero de 1882 que consideraba como robo el dinero que los peones recibían anticipadamente a su cuenta de trabajo en caso de abandonarlo. Durante su administración, el entonces Presidente de la República, General Porfirio Díaz, inaugura el Ferrocarril Guadalajara-Manzanillo y logró conservar a Manzanillo como jurisdicción colimense a pesar del apoyo de Porfirio Díaz a los jaliscienses. Mandó construir obras en el estado como el Palacio de Gobierno, la presidencia municipal, el teatro Hidalgo, la Zona Militar, la Plaza de la Independencia. Murió en 1935.
| Predecesor: Juan José Ríos | Gobernador de Colima 1917-1919 | Sucesor: José Trinidad Alamillo |
| Predecesor: José Campero   | Gobernador de Colima 1902-1911 | Sucesor: Isidoro Bravo          |

- Datos: Q5833648